# Isognomon bicolor
Isognomon bicolor is een tweekleppigensoort uit de familie van de Pteriidae. De wetenschappelijke naam van de soort is voor het eerst geldig gepubliceerd in 1845 door C.B. Adams.